# 키타로 (음악가)

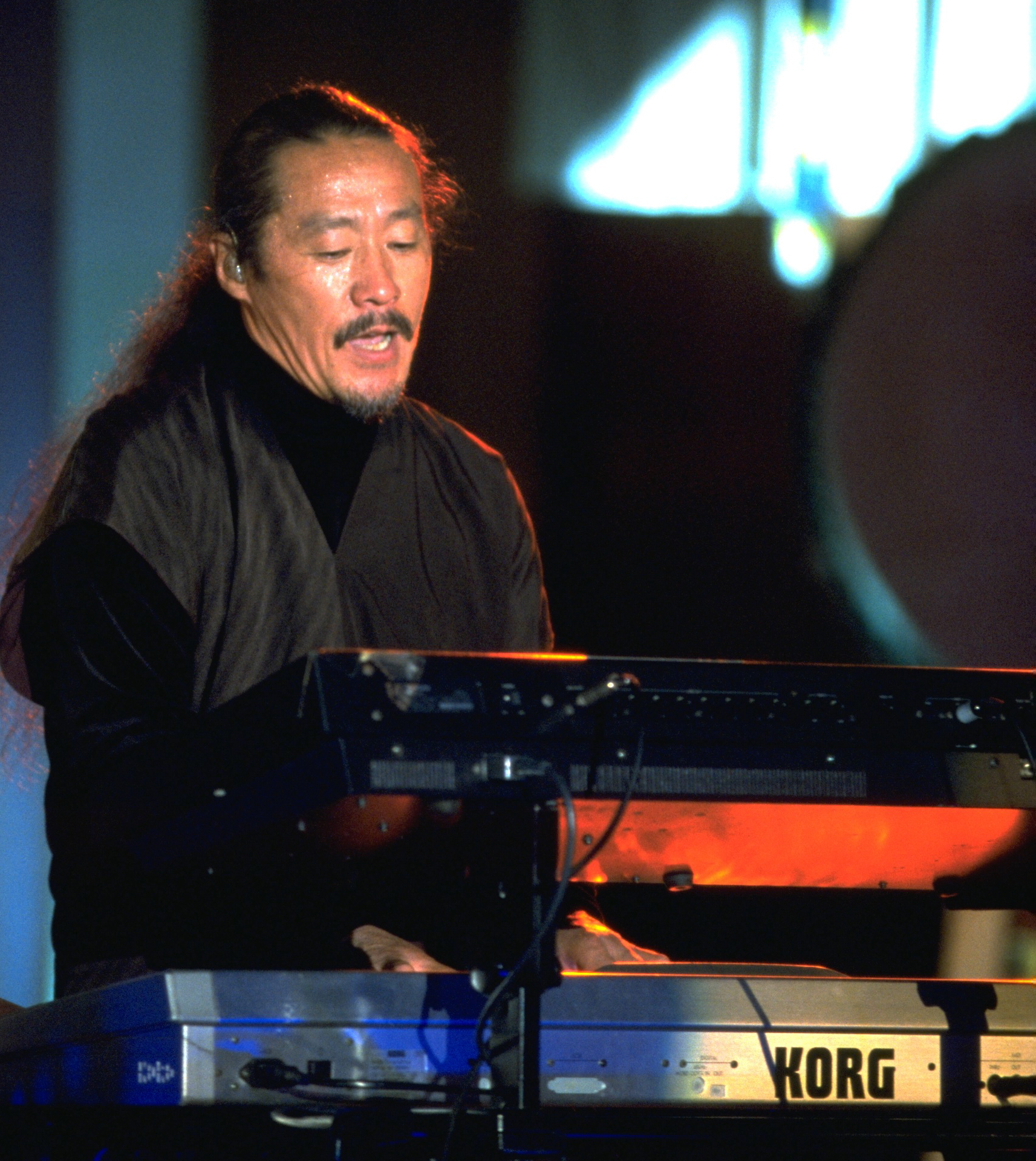

키타로(喜多郎, 1953년 2월 4일 ~ )는 일본의 키보드 연주자 겸 작곡가이다. 본명은 타카하시 마사노리(高橋 正則)이다.

## 생애
음악 정규교육을 받지 못했고, 독학으로 음악을 공부하였다. 솔로로 데뷔하기 전까지는 'far east band'에서 활동하였다. 밴드가 해체된 이후 세계를 여행하며, 독일에서 신디사이저의 잠재력에 눈을 뜨게 되었고 인도에서 고행체험을 통해 그의 음악 저변에 깔려있는 신비주의와 동양적 정서를 함양하였다. 1978년 "천계"란 앨범으로 데뷔하였다. 동양적 신비주의를 표현한 컬트적 성격의 앨범인 천계는 흥행에 성공하지는 못했지만, 차후 실크로드로 대표되는 그의 독특한 음악의 기초가 되었다. 천계 이후 "full moon story"를 발표하였다. 천계랑 비슷한 성격의 앨범이지만, 천계보다 세련되었고 기술적 완성도도 상대적으로 더 높다. 'full moon story' 이후 'oasis'를 발표하였는데, 'oasis'는 그의 초창기 최고 걸작이다. 'oasis'의 성공에 힘입어 그 당시 NHK에서 야심차게 준비중이던 다큐멘터리 《실크로드》의 음악을 담당하게 되었다. 《실크로드》는 총 4개의 앨범으로 구성되어있다. 1부 중국, 2부 돈황, 3부 사막, 4부 인도이다. 대표적인 곡으론 'caravansary', '실크로드 메인테마'가 있다. 그 외에도 들어보면 어디선가 들어봤을 법한 익숙한 곡들이 많다. 다큐멘터리 배경음악이라고하지만 음악에 깔려 있는 독특한 아시아적인 정서와 분위기, 지극히 감미롭고 귀에 쉽게 들어오는 멜로디, 독창적인 악식포맷, 극도로 세련된 편곡, 아날로그 신시사이저로 만들어낸 독보적인 음색 등으로 세계적으로 찬사를 받았을 뿐만 아니라 흥행에도 대단히 성공하였다. '실크로드' 앨범은 일본에서만 1000만장 이상 판매되어, 뉴에이지 음악으로서는 유례가 없는 성공을 거두었다. 이후 애니메이션 영화인 《천년여왕》의 ost를 발표하였고, "비천(silver cloud)"을 발표하면서 상업적으로 전성기를 누리게 된다. '천년여왕'과 '비천'은 기타로만의 색깔이 진하게 배어있는 작품으로서, 기존 작품들에 비해 보다 대중적이다. 이 당시 기타로의 앨범누계판매량은 세계적으로 5천만장에 이르는데, 이는 아시아의 작곡가로서는 전대미문의 일이었다. 그 당시(80년대 초)까지만 해도 국내에는 일본음악의 유통이 금지되어 있었는데, 기타로의 음악은 국내에서도 유통이 허가되었다. 또한 일본내에서 기타로는 국보급 작곡가로서 대우를 받게 된다.

## 미국 진출
1983년 '비천' 발표이후, 기타로는 보다 큰 무대로 나아가기 위해 미국에 진출하게 되는데, 미국시장에서 첫 번째 작품은 "천공"이다. '천공'은 상업적, 음악적으로 모두 실패하였고 이를 계기로 기타로의 음악은 크게 바뀌게 되었다. 이후 발표한 "light of spirit"는 기존의 기타로적인 음악에서 탈피한 최초의 작품인데 그 해에 그래미상 뉴에이지음악 부분에 노미네이션되었다. 어찌 보면 미국시장에서의 첫 번째 성공이라고도 할 수 있지만, 기존의 기타로가 가지고 있던 독보적이고 독특한 음악적 색깔은 사라지게 되었다. 아시아적인 정서가 진하게 배어 있던 그의 음악이 미국시장의 요구에 부합하다보니 정서적으로 애매한 음악으로 탈바꿈하게 된 것이다. 이 앨범 이후 기타로는 혁신적이고 독보적인 작곡가의 지위에서 상업적으로 꽤 잘나가는 A급 작곡가의 지위로 하락하게 되었고, 현재까지도 과거의 영광을 되찾지는 못하고 있다. 이후 기타로의 작품중 성공적인 작품은 두 개 뿐인데, 일본의 고대설화를 표현한 "고사기"와 올리버스톤감독이 연출한 영화 《하늘과 땅》의 OST이다. 특히 《하늘과 땅》은 골든글러브상을 수상하였고, 그가 음악적으로 대가의 반열에 올랐음을 보여주는 작품이다. 《하늘과 땅》 이후에는 주목할 만한 작품을 만들지 못했다. 최근의 'SACRED JOURNEY OF KUKAI' 3부작을 발표했는데, 과거로 돌아가려는 기타로의 노력이 엿보였지만, 과거만큼 사람들로부터 크게 환영받지는 못하고 있다.